# Fredrik Solvang

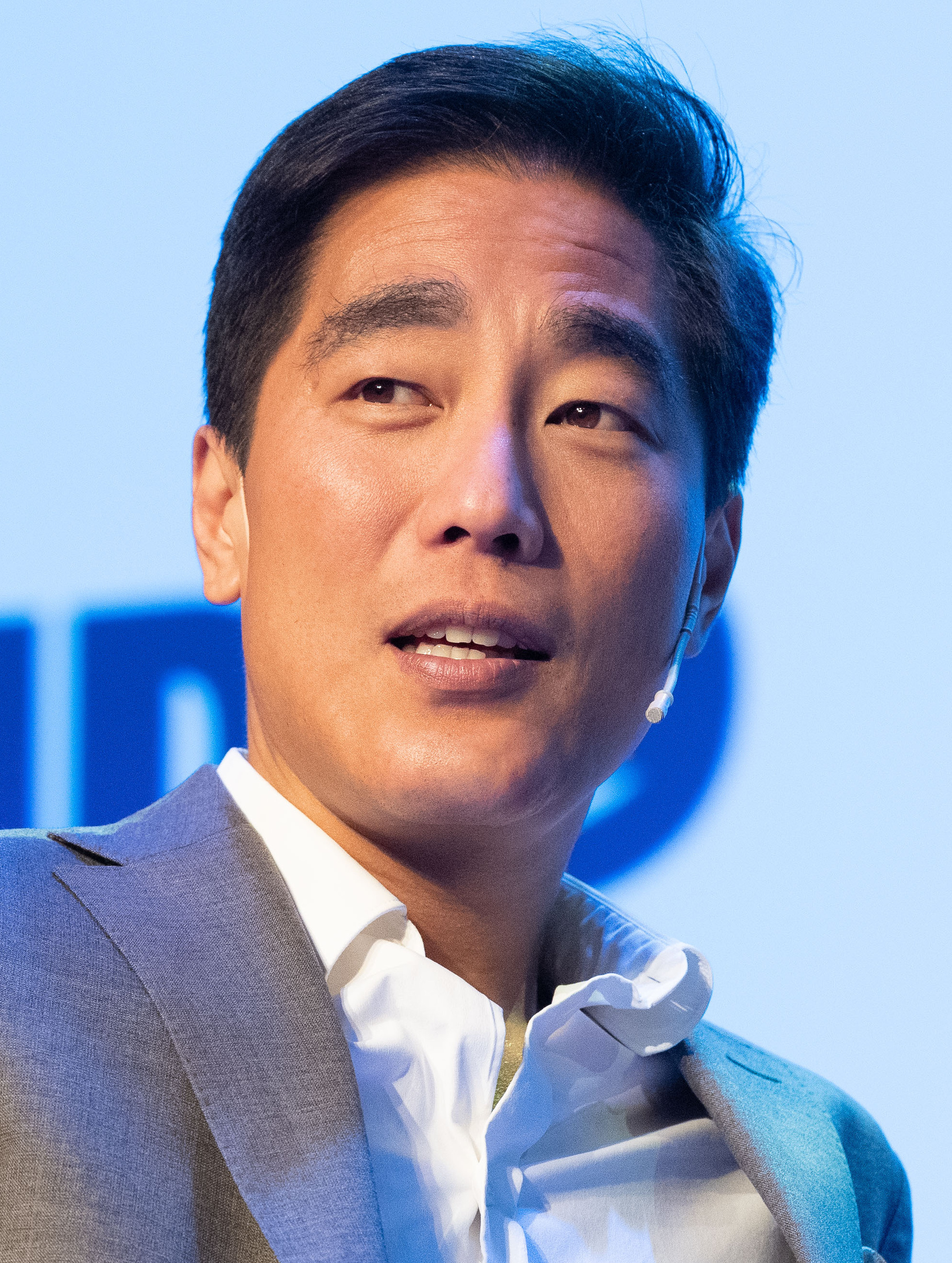
Fredrik Solvang, 2019

Fredrik Solvang (* 17. Mai 1977 in Incheon, Südkorea) ist ein norwegischer Journalist und Fernsehmoderator. Seit März 2018 moderiert er die politische Debattiershow Debatten.

## Leben
Solvang, der in Südkorea geboren wurde, kam als Adoptivkind nach Norwegen und wuchs unter anderem im nordnorwegischen Setermoen auf. Er wurde zur Adoption freigegeben, nachdem seine Mutter starb.
Im Jahr 2000 begann Solvang als Journalist beim norwegischen Rundfunk Norsk rikskringkasting (NRK) zu arbeiten. Er arbeitete dort zunächst beim Nachrichtenformat Alltid Nyheter. Später wurde er Moderator bei Dagsnytt 18, einer Nachrichten- und Debattensendung. Im Jahr 2010 begann er seine Tätigkeit als Reporter bei der Nachrichtensendung Dagsrevyen. Im Jahr 2017 wurde er vom Riksmålsforbundet mit dem Sprachpreis Lytterpris ausgezeichnet. Zudem wurde er im selben Jahr in der Kategorie „Bester männlicher Moderator“ beim Fernsehpreis Gullruten nominiert.
Nachdem er bereits zuvor vier Sendungen des Formats geleitet hatte, wurde im April 2018 bekannt gegeben, dass Solvang die NRK-Sendung Debatten dauerhaft moderieren werde. Neben den regelmäßigen Ausstrahlungen der Sendung moderierte er wiederholt die bei NRK ausgestrahlten politische Debattenrunden der Parteivorsitzenden. Im Juni 2020 gewann er beim TV-Preis Gullruten für seine Tätigkeit bei Debatten die Auszeichnung in der Kategorie „Bester Moderator – Nachrichten, Sport oder Aktuelles“. Im Jahr 2023 gewann er erneut in dieser Kategorie. Gemeinsam mit der Sängerin Marion Ravn moderierte er den Melodi Grand Prix 2024, den norwegischen Vorentscheid für den Eurovision Song Contest. Im Jahr 2024 gewann er für seine Arbeit bei Debatten erneut eine Auszeichnung bei Gullruten.

## Auszeichnungen
Gullruten
- 2017: Nominierung in der Kategorie „Bester männlicher Moderator“
- 2020: „Bester Moderator – Nachrichten, Sport oder Aktuelles“[11]
- 2021: Nominierung in der Kategorie „Publikumspreis“[12]
- 2022: Nominierung in der Kategorie „Bester Moderator – Nachrichten, Sport oder Aktuelles“[13]
- 2023: „Bester Moderator – Nachrichten, Sport oder Aktuelles“[14]
- 2024: „Bester Moderator – Reality, Livestyle und Aktuelles“[15]

Sonstige
- 2017: Lytterpris des Riksmålsforbundet